# Gare de Pihen
Gare de Pihen vasútállomás Franciaországban, Pihen-lès-Guînes településen.

## Vasútvonalak
Az állomást az alábbi vasútvonalak érintik:
- Boulogne–Calais-vasútvonal

## Kapcsolódó állomások
A vasútállomáshoz az alábbi állomások vannak a legközelebb:
- Gare de Calais - Fréthun
- Gare de Caffiers